# Ilegales
Ilegales és un grup musical espanyol, format a Astúries. No obstant això, malgrat ser una banda de rock, Ilegales compten amb influències diverses, i les seves lletres àcides els han convertit en una referència per a grups del seu propi estil, a més de ser un dels millors productes musicals de l'Espanya dels anys 80.

## Començaments del grup
El començament del grup es remunta a 1977, quan Jorge Martínez, el seu germà Juan Carlos i David Alonso formen el trio Madson, que dos anys més tard canviaria el seu nom a Los Metálicos. Juan Carlos Martínez abandona posteriorment la banda, sent reemplaçat per Íñigo Ayestarán en el baix. En aquest moment es rebategen com a "Ilegales".
En 1981 guanyen el concurs rock Ciudad de Oviedo, la qual cosa els dona dret a participar en l'enregistrament d'un disc col·lectiu, en aquest cas amb els temes "Europa ha muerto", "La fiesta" i "Princesa equivocada". Pocs mesos més tard publiquen un single amb "La pasta en la mano" i "Revuelta juvenil en Mongolia". En 1982 el productor Paco Martín aconsegueix que gravin el seu primer treball. En aquest disc, titulat Ilegales, Jorge Martínez ja mostra la seva peculiar forma de compondre, buscant frases contundents i lapidàries, que reflecteixen una mirada nihilista sobre un món marginal i de carrer, on són omnipresents la fatalitat i la violència, que fan que els febles solguin acabar malament; amb aquestes lletres de crítica social descarnada, que caracteritzen a cançons com a "Tiempos Nuevos, Tiempos Salvajes" o "Yo soy quien espía los juegos de los niños", s'alternen textos surrealistes, presidits pel cinisme, l'humor negre o la provocació, com es pot comprovar en temes com a "Problema sexual" o "Heil, Hitler!".
L'àlbum debut Ilegales (Hi-Fi Electrònica, 1983), amb una foto en la portada obra de l'artista Ouka Lele, que es converteix en una icona del grup, obtenen un èxit que desborda a la discogràfica independent muntada pel productor Paco Martín per publicar-ho, motiu pel qual, el cantautor asturià Víctor Manuel es fa amb els drets d'aquest enregistrament per al segell Societat Fonogràfica Asturiana (SFA), que al seu torn el llicencia a la multinacional Epic Records, dependent en aquells dies de la totpoderosa CBS.
Amb el pas a una discogràfica més gran, Ilegales tenen garantida una distribució i promoció de primer ordre, que arriben al moment que la banda s'aproxima al cim de la seva popularitat.
A l'empara de la SFA, es llança el maxi-single Europa ha muerto, que reuneix alguns temes del seu disc de debut i un dels primers temes editats per la banda en format single, l'himne pessimista-humorístic en to punk-ska-rock que dona títol al treball, gravat en Estudios Norte (Xixón), amb producció de Pedro Bastarrica i René De Coupaud i barrejat en Torres Sonido Studios per Álvaro Corsanego, un tàndem que es farà freqüent en la carrera discogràfica de la banda.
En 1984, amb la formació de trio composta per Jorge Martínez (veu, guitarra), Willy Vijande (baix, cors) i David Alonso (bateria), graven el seu celebrat segon LP Agotados de Esperar el Fin, al mateix temps que CBS reedita per tercera vegada el seu àlbum debut. Aquest nou treball va catapultar a la banda a l'èxit a Espanya i Catalunya, encara que no caldria esperar molt perquè assaborissin l'èxit internacional, ja que cap a 1985 realitzen una gira per Equador.
Malgrat l'èxit comercial, Jorge no queda satisfet amb la producció del seu segon treball, i recupera per al tercer a l'equip tècnic que gravà el disc debut, erigint-se ell mateix com a productor, per al tercer LP, Todos Estan Muertos, que apareix en aquest mateix 1985 per Epic.

## Discòbolo Records

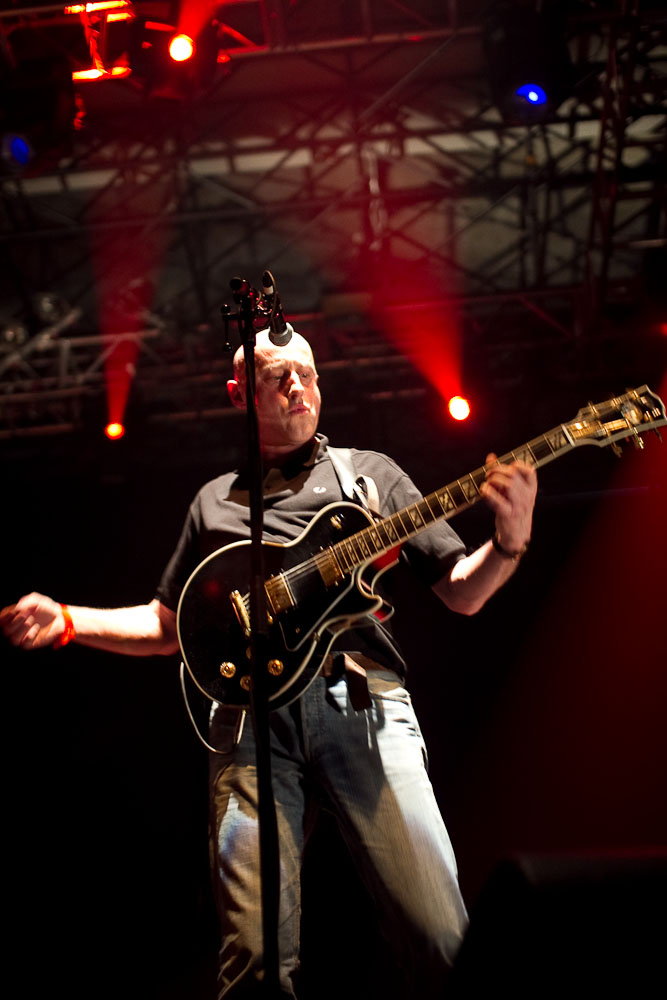
Jorge Martínez, líder d'Ilegales. Wanted Festival. Saragossa 2010.

Ja en el cim del seu èxit, Ilegales funda al costat del seu mànager de llavors, Manolo Macías, el segell Discóbolo Records, que arriba a un acord amb la distribuïdora Nuevos Medios per a publicar un doble disc en directe, que es grava en la discoteca Big Ben de Mollerussa (Lleida). Novament, l'èxit desborda la independent, la qual cosa propicia un acord de distribució del doble en directe amb la multinacional EMI. Dos anys més tard, en 1988, la formació signa un contracte amb el segell Hispavox, dependent de EMI, per la qual debuten amb el quart disc d'estudi, titulat Chicos Pálidos para la Máquina.
Per a l'enregistrament del disc hi ha una gran reconversió del grup, que es converteix en quintet: juntament amb la incorporació d'Alfonso Lantero a la bateria (substituint a David Alonso), s'incorporen el saxofonista Juan Flores (amb una destacada participació en el hit "Ángel exterminador") i el teclista Antolín de la Fuente. Amb el començament de les presentacions d'aquest disc, el baixista Willy Vijande és substituït per Alejandro Felgueroso, que no arriba a estar en la banda per gravar el cinquè àlbum, titulat (A la luz o a la sombra) todo está permitido, que és gravat per Rafa Cas i un nou bateria, provinent de la banda xixonesa Los Locos: Jaime Beláustegui.
El quintet arriba amb nous canvis a l'enregistrament en 1992 de l'àlbum Regreso al Sexo Químicamente Puro, ja que en Willy es reincorpora momentàniament i al poc temps, dona pas a Alejandro Blanco. Aquest, després d'un parèntesi, durant el qual es produeix un nou canvi de discogràfica, col·labora en l'enregistrament de l'àlbum El corazón es un animal extraño, que es llança en 1995 sota l'empara d'Avispa Records. Anys després, en 1998, la mateixa discogràfica produeix El apóstol de la lujuria, gravat per un nou quintet en què el lloc de la bateria està defensat per Rubén Mol.

## 20è aniversari
Per a la commemoració del 20è aniversari, es reuneixen tots els músics que van passar per la banda i en un concert memorable a la Plaça de la Catedral d'Oviedo, graven un extens directe que és publicat sota el títol del dia El día que cumplimos 20 años per Santo Grial Records, discogràfica que en algunes de les seves múltiples edicions, inclou també un DVD d'aquest concert.
L'èxit del disc en directe i la gira immediata, porten al fet que Jorge Martínez decideixi fundar la seva pròpia discogràfica, que opera sota el nom de la La Casa del Misterio i en 2003 publica l'àlbum Si la muerte me mira de frente me pongo de lao. Aquesta mateixa discogràfica reedita en 2005 el primer disc del grup, Ilegales, en un CD que inclou 5 temes extra, llançats originalment com singles: "Revuelta juvenil en Mongolia", "La pasta en la mano", "La fiesta", "Europa ha muerto" i "Princesa equivocada".
En 2007, diversos músics que han passat per Ilegales (Juan Flores, Rafa Cas i Rubén "Mol", a més del propi Jorge Martínez) graven el disc Zem, un experiment de new jazz encapçalat pel músic Xuan Zem.
Al desembre de 2009 La Casa del Misterio arriba a un acord amb totes les antigues discogràfiques d'Ilegales, perquè la companyia Pop Up Música comercialitzi la Caixa-Antologia 126 canciones ilegales, en la qual es recullen els seus 9 discos en estudi fins avui, a més de preses inèdites de "Stick de hockey", "Ángel exterminador" i "El piloto", gravades en 1979; els singles"Revuelta juvenil en Mongolia", "La pasta en la mano", "La fiesta", "Europa ha muerto" y "Princesa equivocada"; i 10 cançons inèdites: "Desesperados" (enregistrada en 1981), "Nabo", "El Anticristo", "Western" i "Melmoth" (cançons que quedaren fora de Todos están Muertos en 1985, i per les quals Jorge n'enregistrà la veu el en 2009); i "Te dan todo", "Rey del insomnio", "Busco colores", "Hoy no hay sonrisas" i "Quántica" (enregistrades totes en 2009). Una reedició posterior de la caixa, inclou a més el directe Ni un minuto de silencio, que s'havia publicat en 2011 en formats DVD i doble vinil, recollint el concert gravat a la sala Penélope de Madrid durant la gira de comiat del grup.
A la fi de 2010 apareix un altre producte derivat de l'antologia, titulat 11 canciones ilegales. que es comercialitza en formats digital i vinil. El disc conté els 10 temes inèdits gravats per a la caixa amb la discografia completa del grup, a més d'una versió del tema "I Should Have Known Better", inclosa en un disc homenatge al 50 aniversari de The Beatles.

## Nova etapa
En 2011 decideixen donar per finalitzada la seva etapa com a Ilegales, i es refunden en una nova banda anomenada Jorge Ilegal y Los Magníficos, tocant a partir d'ara ritmes que poc tenen a veure amb el rock and roll, com ara boleros, guarachas, joropos o cha-cha-chá.
Al maig de 2013 té lloc el concert "Jorge Ilegal y Amigos", on l'extens repàs al repertori clàssic d'Ilegales augura que alguna cosa es mou en el si dels Magníficos. De resultes d'aquest directe, es publica el disc, Nos vimos en el psiquiátrico de Jorge Il·legal i els Magnífics, enregistrament que recopila els millors moments del concert celebrat al Centre d'Art de la Universitat Laboral de Gijón, amb col·laboracions de Julián Hernández Siniestro Total, Jhonny Burning, Sr Chinarro, Triángulo de Amor Bizarro, Jaime Urrutia, Josele dels Enemigos o Vanexxa, entre d'altres.
Al novembre de 2014, Ilegales anuncien el seu retorn, que es produeix al març de 2015, amb la publicació sota el seu propi segell del disc La vida es fuego.

## Integrants
- Jorge Martínez: cantant i guitarra elèctrica.
- Íñigo Ayestarán: baix (Mort en 1988).
- Willy Vijande: baix.
- Alejandro "Espina" Blanco: baix (mort 12 de març de 2016).
- David Alonso: bateria.
- Jaime Beláustegui: bateria.
- Rubén Mol: bateria.
- Alfonso Lantero: bateria.
- Juan Flores: saxofon.
- Antolín de la Fuente: teclats
- Rafa Kas: guitarra.
- Alejandro Felgueroso: baix.
- Mike Vergara: teclat i guitarra rítmica.

## Discografia

### Àlbums
- Ilegales (Epic, 1983) Reeditat en 2005 con bonus tracks
- Agotados De Esperar El Fin (Epic, 1984)
- Todos Están Muertos (Epic, 1985)
- Directo (Hispavox 1986)
- Chicos pálidos para la máquina (Hispavox, 1988)
- (A la luz o a la sombra) todo está permitido (Hispavox, 1990)
- Regreso al sexo químicamente puro (Hispavox, 1992)
- El corazón es un animal extraño (Avispa Music, 1995)
- El apóstol de la lujuria (Avispa Music, 1998)
- El día que cumplimos 20 años (Santo Grial Records, 2002)
- Si la muerte me mira de frente me pongo de lao (La casa del Misterio, 2003)
- 126 canciones ilegales (2009) - Caixa 9 àlbums d'estudi d'Ilegales, singles alguns temes inèdits.
- 11 canciones ilegales (Ttan Ttakun Irratia, Pop Up Música, 2010)
- Ni un minuto de silencio (Pop Up Música, 2012) - Directe en LP i en DVD
- La vida es fuego (La casa del Misterio, 2015)
- Mi vida entre las hormigas (Virgin, 2017)

### Senzills
- Revuelta juvenil en Mongolia - La pasta en la mano (Discos Arrebato, 1982)
- Europa ha muerto - La fiesta (Sociedad Fonográfica Asturiana, 1983)
- Soy un macarra - Para siempre (Epic/Sony Music, 1984)
- El piloto - Destruye (Epic, 1984)
- Hacer mucho ruido - Todo lo que digas que somos (Epic, 1985)
- Princesa equivocada - ¡Hola mamoncete! - Destruye - Revuelta juvenil en Mongolia [Directe] (Discobolo, 1986)
- Ángel exterminador - En el pasado (EMI, 1988)
- Al borde - El fantasma de la autopista (EMI, 1988)
- Lavadora blues (EMI, 1988)
- Con la niebla - Acabaremos mal (Hispavox, 1988)
- Me gusta cómo hueles - Instrumental (EMI Odeon, 1990)
- Chistes rock en ya menor (EMI Music, 1990)
- (A la luz o a la sombra) Todo está permitido (EMI Music, 1990)